# پی‌پی ۱۹ بیزون
پی_۱۹ بیزُن (به زبان روسی: Пистолет Пулемет Бизон، Pistolet Pulemyet Bizon, مسلسل «بیزن») یک مسلسل دستی ۹×۱۸ میلی‌متری ماکاروف است که سال ۱۹۹۳ میلادی توسط شرکت روسی ایزماش (کنسرن کلاشنیکف کنونی) ساخته شد. بیزن توسط گروهی از مهندسان به سرپرستی ویکتور کلاشنیکف (پسر میخائیل کلاشینکف، خالق کلاشینکف) و همچنین الکسی دراگونوف (کوچکترین پسر یوگنی دراگونوف، خالق تک‌تیرانداز اس‌وی‌دی) طراحی شده است.
بیزن به درخواست وزارت امور داخلی روسیه (MVD) توسعه یافت و در اصل برای واحدهای ضد تروریستی و مجری قانون که نیاز به آتش سریع و دقیق در فاصله‌ای نزدیک دارند، در نظر گرفته شده است. بیزن دارای یک خشاب مارپیچ در زیر لوله تفنگ است که می تواند ۶۴ فشنگ را در خود جای دهد. نمونه‌های اولیه آن در سال ۱۹۹۵ توسط موسسه تحقیقات-تجهیزات ویژه آزمایش شدند و زمانی که از رقیبان خود عملکرد بهتری نشان داد، در ۲۸ سپتامبر ۱۹۹۶ وارد خدمت شد.
بیزن برای واحدهای واکنش مسلحانه سرویس امنیت فدرال روسیه (FSB) و وزارت دادگستری روسیه صادر می‌شود. از بیزن‌ها در عملیات‌های جنگی علیه جدایی‌طلبان در منطقه قفقاز شمالی (چچن و داغستان) استفاده شد. بیزن‌ها به‌دلیل مشکلات خشاب مارپیچ، تا حد زیادی با پی‌پی-۱۹-۰۱ در سرویس روسیه جایگزین شده‌اند، پی‌پی-۱۹-۰۱ مستقیماً از طراحی بیزن توسعه یافته است.